# Исаково (Устюженский район)
Исаково — упразднённая деревня в Устюженском районе Вологодской области. Входила в состав Устюженского сельского поселения, с точки зрения административно-территориального деления — в Устюженский сельсовет. В 2025 году включена в состав деревни Кузьминское.

## География
Расстояние по автодороге до районного центра Устюжны — 8 км. Ближайшие населённые пункты — Дементьево, Кузьминское, Легалово.

## Население
| 2010 |
| ---- |
| 0    |

Население по данным переписи 2002 года — 1 человек.